# Euristhmus nudiceps
Euristhmus nudiceps és una espècie de peix de la família dels plotòsids i de l'ordre dels siluriformes.

## Morfologia
- Els mascles poden assolir 33 cm de longitud total.[4][5]

## Hàbitat
És un peix demersal i de clima tropical.

## Distribució geogràfica
Es troba al nord-oest d'Austràlia, el Mar d'Arafura, Papua Nova Guinea i l'estuari del riu Mekong.

## Ús comercial
No és present als mercats locals.